# 本德 (喬治亞州)
本德（英語：Bender）是位於美國喬治亞州勞倫斯縣的一個鬼鎮。由於此地已於1905年被荒廢，本地已無人居住。

## 地理
本德的座標為32°33′01″N 82°07′17″W / 32.55028°N 82.12139°W，而該地的平均海拔高度為108米（即354英尺）。